# Camila O'Gorman
Camila O'Gorman (Buenos Aires, 9 luglio 1825 – San Andrés, Gral. S. Martín, 18 agosto 1848) è stata una ragazza argentina, proveniente da una famiglia aristocratica, protagonista di una tragica storia d'amore ai tempi del secondo governo di Juan Manuel de Rosas.
Innamorata di un sacerdote della sua parrocchia, Ladislao Gutiérrez, fuggì con lui nel 1847 per rifugiarsi nella provincia di Corrientes provocando uno scandalo pubblico. Raggiunta e arrestata, fu fucilata insieme al suo amante. La sua esecuzione fece scalpore a livello internazionale e contribuì al declino politico di Juan Manuel de Rosas.

## Biografia

### Primi anni di vita

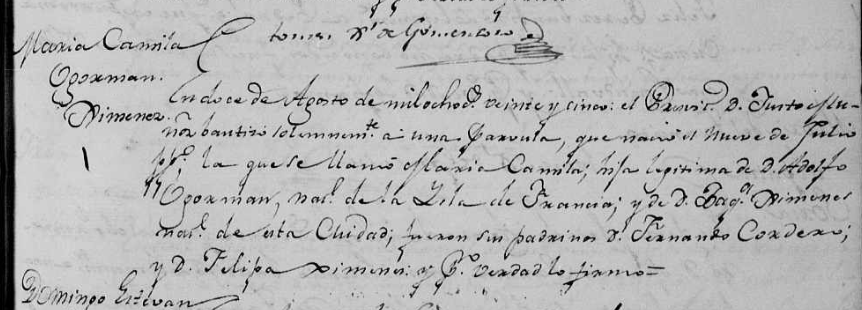
Atto del battesimo di Camila O'Gorman, presso la Basilica di Nostra Signora della Mercede a Buenos Aires.

Camila era nata a Buenos Aires, dove fu battezzata il 12 agosto 1825 nella Basilica di Nostra Signora della Mercede con il nome di María Camila. Era la quinta dei sei figli di Adolfo O'Gorman e Joaquina Ximénez Pinto, una famiglia dell'alta borghesia, con antenati irlandesi, francesi e spagnoli. Due dei suoi fratelli, come era consuetudine nelle famiglie altolocate dell'Argentina post-coloniale, fecero carriera nella società argentina. Uno di loro, Eduardo O'Gorman, si guadagnò una certa posizione tra i Gesuiti, mentre l'altro, Enrique O'Gorman, a capo della polizia, ottenne riconoscimenti per il suo operato durante l'epidemia di febbre gialla di Buenos Aires e fondò l'Accademia di Polizia della città. Camila era considerata un esempio nella buona società, ed era ammessa frequentemente ai ricevimenti nella sede del governatorato, essendo amica e confidente della figlia del governatore Rosas.

### Lo scandalo pubblico
All'età di 18 anni Camilla fece la conoscenza con padre Ladislao Gutiérrez, un sacerdote gesuita che aveva frequentato il seminario insieme con il fratello di Camila. Padre Gutiérrez proveniva da un ambiente similare (suo zio era governatore della provincia di Tucumán). Era stato nominato parroco della famiglia O'Gorman e presto iniziò ad essere invitato nelle proprietà della famiglia. Camila e Ladislao iniziarono ben presto una relazione clandestina.
Nel 1847 Camila e Ladislao fuggirono a cavallo e si rifugiarono nella provincia di Corrientes (allora sotto il controllo degli oppositori del governatore Rosas), nella città di Goya. Quando lo scandalo divenne pubblico, alcuni seguaci di Rosas suggerirono che la ragazza fosse stata rapita. Gli oppositori in esilio di Rosas, tra cui il futuro presidente Domingo Faustino Sarmiento, dichiararono che la sua tirannia era colpevole della corruzione morale delle donne argentine.

### Prigione e fucilazione

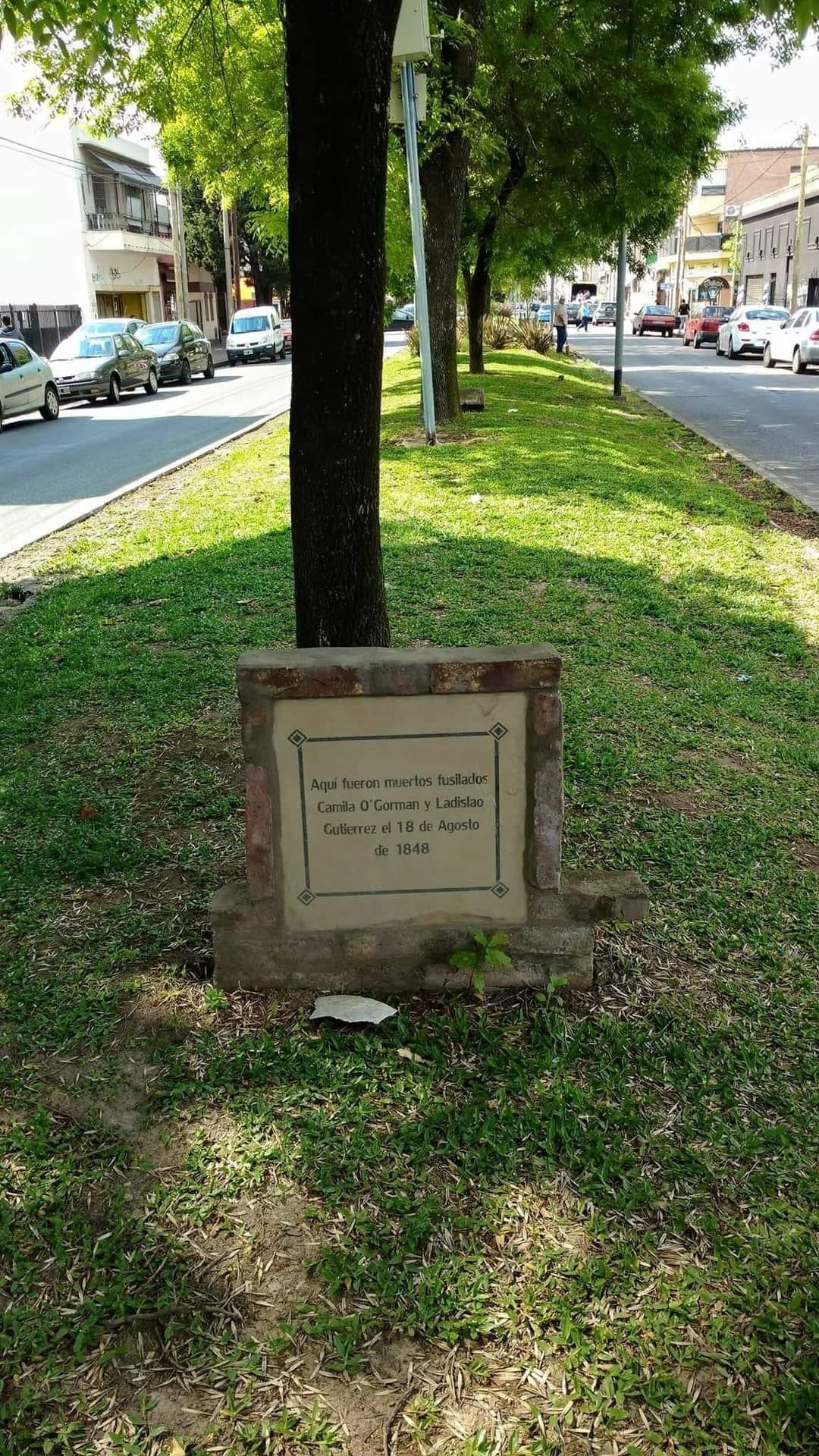
Targa posta sul luogo dove Ladislao Gutiérrez e Camila O'Gorman vennero fucilati

Nell'agosto del 1848 i due giovani furono scoperti e arrestati grazie alla complicità di un sacerdote irlandese, Michael Gannon. Camila negò di aver subito violenza e dichiarò di essere stata iniziatrice della relazione e ideatrice della fuga. Sia Camila che padre Gutiérrez furono riportati a Buenos Aires per essere giudicati. Per evitare il clamore popolare causato dalla violazione del voto di castità da parte del sacerdote e la cattiva reputazione che si temeva avrebbe colpito la comunità irlandese, il governatore Rosas ordinò che i due amanti fossero condannati a morte. Nonostante il tentativo da parte del padre di discolpare la ragazza e le richieste di clemenza presentate da Manuelita Rosas, figlia del governatore e amica di Camila, essi vennero fucilati poco tempo dopo. In particolare, Camila fu uccisa quando era incinta da otto mesi: sia la condanna a morte degli amanti che questo fatto, che fece scalpore anche al di fuori dell'Argentina, contribuirono al rapido declino politico a cui Rosas andrò incontro.
I resti di Camila furono trasferiti il 2 settembre 1852 nella tomba di famiglia O'Gorman-Island nel Cimitero della Recoleta.

## Opere cinematografiche
Dalla storia di Ladislao Gutiérrez e Camila O'Gorman sono state tratte alcune pellicole:
- Camila O'Gorman, cortometraggio muto del 1909 diretto da Mario Gallo[9]
- Camilla - Un amore proibito, film del 1984 diretto da María Luisa Bemberg.[10] Fu nominato all'Oscar al miglior film straniero.[11]